# Grabowiec-Góra
Grabowiec-Góra is een plaats in het Poolse district  Zamojski, woiwodschap Lublin. De plaats maakt deel uit van de gemeente Grabowiec en telt 650 inwoners.